# Johan Christian Fabricius
Pour les articles homonymes, voir Fabricius.
Johan Christian Fabricius, né le 7 janvier 1745 à Tønder (duché de Schleswig, dans le sud du Jutland) et mort le 3 mars 1808 , est un entomologiste et économiste danois. Il a été un spécialiste des « Insecta », qui à cette époque comprenaient tous les arthropodes, les insectes, les arachnides et les crustacés et d'autres. Il a établi les fondements de la classification moderne des insectes.

## Biographie
Il est fils de médecin. Il fait des études à Altona et étudie la médecine à l'université de Copenhague. Il se rend en 1762 avec son ami et compatriote Johan Zoëga (da) à l'université d'Uppsala ; ils y suivent les enseignements de Carl von Linné (1707-1778) durant deux ans ; Fabricius restera attaché à Linné toute sa vie. Il obtient son titre de docteur en médecine en 1770. Entre-temps, il est allé s'initier à l'économie à Leipzig.
Il voyage beaucoup durant cette période. En 1766, il visite Leyde, Amsterdam, La Haye et Delft. L'année suivante, il parcourt l'Écosse puis arrive, en 1768, à Londres ; grâce à Daniel Solander (1733-1782), il y rencontre Sir Joseph Banks (1743–1820). Il se lie d'amitié avec l'entomologiste Dru Drury. Toujours en 1768, après avoir rencontré à Nîmes Jean-François Séguier, il se rend en Italie consulter les collections du scientifique du XVIe siècle Ulisse Aldrovandi ; à Idrija il rencontre l'entomologiste Giovanni Antonio Scopoli.
À partir de 1770, il enseigne à l'institution d'histoire naturelle de Charlottenborg de Copenhague. De 1772 à 1775, il passe ses hivers à Copenhague et ses étés à Londres, où il étudie notamment les insectes rapportés par Solander et Banks de leur voyage. En 1775, il cesse de dépendre financièrement de son père.
Il enseigne l'histoire naturelle et l'économie rurale à l'université de Kiel à partir de 1775. Il occupe ce poste jusqu'à la fin de sa vie, même si, trois fois, il tente de démissionner (ses étudiants doivent une fois faire appel à Christian VII, roi du Danemark et duc de Schleswig).
En 1778 il visite la Norvège. En 1786, il est à Saint-Pétersbourg voir des collections, mais ce voyage le déçoit. Il récolte de nombreux spécimens et rencontre les principaux scientifiques de son temps. À partir de 1790, il séjourne tous les étés à Paris et devient ainsi l'ami de Pierre André Latreille (1762-1833) ; il connaît également Georges Cuvier,. Son intérêt pour Paris est en partie dû aux portes que lui ouvrent des savants français, et aux collections qu'ils lui font voir ; mais il est aussi un auditeur attentif des débats de l'Assemblée nationale et du club des Jacobins ; par la suite, ses opinions politiques lui vaudront des inimitiés dans les hautes sphères.
Quand les Britanniques bombardent la flotte danoise (bataille de Copenhague de 1807), Fabricius retourne à Kiel ; cela mine sa santé et il meurt en 1808. Ses deux fils seront médecins.

## Travaux
Sa classification des insectes suivant la structure des pièces buccales (les instrumenta cibaria) a eu une importance considérable dans le développement de la taxinomie de ces animaux (Linné les classifiait d'après le nombre d'ailes). Mais, des treize ordres qu'il a définis, un seul, celui des Odonata, a survécu.
Sur la question de l'évolution des espèces, il croyait que l'hybridation pouvait former de nouvelles espèces. Selon lui, comme selon Lamarck, de nouvelles espèces pouvaient se former par l'adaptation morphologique.
Il a fait paraître de très nombreux travaux sur la classification des arthropodes, et nommé un nombre considérable d'espèces nouvelles.
Fabricius a nommé 9 776 espèces d'insectes (et Linné environ 3 000). Par l'examen des collections d'autres entomologistes, il a par exemple identifié de nombreuses espèces de Tenebrionidae du Sinaï.
Genres nommés par Fabricius :
- Melolontha (1775)
- Scarites (1775)

 Espèces décrites par Fabricius :
- Dorcus taurus, 1801[13]
- Bruchidius marginalis
- Bruchidius cisti
- Bruchidius villosus
- Bruchidius serraticornis
- Mimosestes mimosae
- Ctenocolum podagricus
- Conicobruchus nigricornis
- Amblycerus robiniae

## Œuvres

### Liste partielle
Les titres donnés sont en général les titres abrégés. Nous ne donnons que les ouvrages de biologie.

#### Avant 1800
- Systema entomologiae (1775) ;
- Genera Insectorum (1776) ;
- Species Insectorum, exhibentes eorum differentias specificas, synonyma auctorum, loca natalia, metamorphosin, adjectis observationibus, descriptionibus (1781) ;
- Mantissa Insectorum sistens species nuper detectas adiectis synonymis, observationibus, descriptionibus, emendationibus (OCLC 7359304) (1787) ;
- Entomologia systematica emendata et aucta (1792–1794) ;
- Index alphabeticus in J.C. Fabricii Entomologiam systematicam : emendatam et auctam, ordines, genera et species continens (1796).

#### À partir de 1800
À partir de 1800, il envisage de traiter chaque groupe d'insectes séparément et publie alors :
- Systema Eleutheratorum[15] (1801) ;
- Systema Rhyngotoum (1803) ;
- Piezatorum (1804), etc.

#### Correspondance avec Linné
- Correspondance avec Linné — Onze lettres de Fabricius à Linné, de 1764 à 1773 ; une à Carl von Linné le Jeune. Cette correspondance est en latin[16].

### Œuvres en ligne
- Chez Biodiversity Heritage Library (24 titres[17])
- Chez Google livres (24 titres[17])
- Chez Gallica (12 titres[17])
- Chez HathiTrust (1 titre[17],[18])

### Postérité
La collection de Fabricius est conservée au muséum zoologique de l'université de Kiel, tandis que les animaux des collections de Banks sont au British Museum de Londres. La collection de Fabricius (avec celle de Latreille) a constitué les débuts de la collection d'Hyménoptères du Muséum national d'histoire naturelle de Paris. On peut également se rendre au musée géologique de l'université de Copenhague,.